# Ron Thal
Ron Thal (művésznevén Bumblefoot) (New York, 1969. szeptember 25. –)  amerikai gitáros, énekes, dalszerző, producer és hangmérnök. Bár sokoldalú zenész, az elektromos gitáron csillogtatja meg tudását. 2004-től a Guns N’ Roses tagja.

## Pályafutása
1976-ban éppen hatéves volt, amikor meghallotta a KISS Alive! albumát. Azonnal tudta, hogy gitározni szeretne. Két éven belül már színpadon állt zenekarával, saját dalokat és feldolgozásokat is játszva, közben zenei tanulmányokat folytatva. Tizenkét évesen már otthonosan mozgott a jazzelméletben, és jó ritmusjátékos volt. Később meghallotta Eddie Van Halent, ami arra inspirálta, hogy a szólójátékba is beleássa magát. Ron tizenhárom évesen házi stúdiót kezdett építeni, ahol zenekarok felvételeit készítette, emellett pedig társait tanította gitározni. 1989-ben felvett egy demót, és elküldte Mike Varney-nak, a Guitar Player magazin kritikusának. Varneyt lenyűgözte az anyag, és 1994-ben leszerződtette Thalt saját kiadójához, a Sharpnel kiadóhoz. Thal két CD-t adott ki itt, mielőtt saját zenei produkciós céget alapított. Azóta újabb négy albuma jelent meg, immár Bumblefoot néven (első lemeze után), és számos más művész lemezén producerkedett. 2004-ben lépett be a Guns N’ Roses-ba ahol a turnék mellett a Chinese Democracy lemezen is hallható a játéka, de Lita Ford turnéján is kisegített.

## Stílusa
Sok zenei stílusban jártas, köztük klasszikus és jazz műfajokban is. Zenéjében is megmutatkozik ez a sokszínűség, a hangzások eklektikus kavarodásában és a váratlan stílusváltásokban. Fejlett humorérzéke tetten érhető a szövegekben, hangszerelésében és játékstílusában. Gitárvarázslatai mindig előre viszik a zenét. Nála nem a zene szolgálja a gitárt, hanem fordítva. Szokatlan technikákat használ, abszolút egyéni hangzásokat hozva ki a hangszerből: például gyűszűt rak a jobb keze ujjaira, hogy egész magas hangokon játsszon és tappingeljen. Továbbá egyike azoknak a gitárosoknak, akik nemcsak hogy játszanak fretless gitáron, hanem tovább is fejlesztették annak technikáját.

## Felszerelés
- Gitárok:

Vigier Excalibur, Vigier Bumblefoot Guitar, Vigier Surfreter fretless
- Erősítők:

Line6 Vetta 2x12 Combo
- Pedálok:

Roland GR-30 gitárszintetizátor, Morley PDW-II hangerő/Wah pedál

## Diszkográfia
|                    | Év                           | Album |
| ------------------ | ---------------------------- | ----- |
| Ron Thal néven     |                              |       |
| 1995               | The Adventures of Bumblefoot |       |
| 1995               | Wild Woody soundtrack        |       |
| 1997               | Hermit (Ron Thal album)      |       |
| Bumblefoot néven   |                              |       |
| 1998               | Hands                        |       |
| 2000               | Uncool (Francia Verzió)      |       |
| 2001               | 911                          |       |
| 2002               | Uncool (Amerikai Verzió)     |       |
| 2003               | Forgotten Anthology          |       |
| 2005               | Normal                       |       |
| 2008               | Abnormal                     |       |
| 2008               | Barefoot – akusztikus ep     |       |
| Guns N' Roses-szal |                              |       |
| 2008               | Chinese Democracy            |       |